# Roza, willen we dansen?
Roza, willen we dansen? is een Nederlandstalige single van de Belgische band Rum uit 1972.
Het nummer verscheen op het album Rum uit 1972.

## Meewerkende artiesten
- Producer:
  - Frans Ieven

- Muzikanten:
  - Dirk Van Esbroeck (mandoline, zang)
  - Paul Rans (gitaar, zang)
  - Wiet Van De Leest (banjo, viool, zang)